# خواجه عبدالله انصاری
ابو اسماعیل عبدالله بن منصور محمد (زادهٔ ۲ شعبان ۳۹۶ ه‍.ق/ ۱۰۰۶ م / ۴۰۵ خورشیدی. در شهر هرات درگذشتهٔ ۲۲ ذی الحجه ۴۸۱ ه‍.ق/ ۱۰۸۸ م / ۴۸۷ خورشیدی در هرات) ملقب به شیخ الاسلام و معروف به خواجه عبدالله انصاری، پیر هرات ، پیر انصار و «انصاری هروی»، دانشمند و عارف صوفی مسلک بود. او به عنوان یکی از نوابغ ادبی و چهره‌های شاخص و خراسان قدیم در قرن ۱۱ میلادی/ ۵ ه‍.ق شناخته می‌شود که به عنوان مفسر قرآن، محدث، اهل فن جدل و استاد اخلاق، دستی بر آتش داشته‌است. عمده شهرت وی به خاطر فن سخنوری، اشعار و متون نغزش، به خصوص در مدح و ثنای خدا به زبان‌های عربی و فارسی بوده‌است.
وی از اعقاب ابوایوب انصاری است که از صحابهٔ برجسته پیغمبر بود. مادرش از مردم بلخ بود و عبدالله خود در هرات یکی از شهرهای خراسان (واقع در غرب افغانستان کنونی) متولد شد و از کودکی زبانی گویا و طبعی توانا داشت چنان‌که شعر فارسی و عربی را نیکو می‌سرود و در جوانی در علوم ادبی و دینی و حفظ اشعار عرب مشهور بود و مخصوصاً در حدیث قوی بود و آمالی بسیار داشت و در فقه روش امام حنبل را پیروی می‌کرد.
وی در تصوف از استادان زیادی تعلیم گرفت و دو بار به دیدار شیخ ابوالحسن خرقانی شتافت و این دیدارها تاًثیر زیادی در روحیات و منش وی داشته‌است. محل اقامتش بیشتر در هرات بود و در آنجا تا پایان زندگانی به تعلیم و ارشاد اشتغال داشت.
انصاری شعر می‌سرود، ولی بیشتر شهرت وی به جهت رسالات و کتب مشهوری است که تألیف کرده‌است و از آن جمله‌است ترجمهٔ املاء طبقات‌الصوفیهٔ سلمی به گویش هراتی و تفسیر قرآن که اساس کار میبدی در تألیف کشف‌الاسرار قرار گرفته‌است.
از رسائل منثور او که به نثر مسجع نوشته مناجات‌نامه، نصایح، زادالعارفین، کنزالسالکین، قلندرنامه، محبت‌نامه، هفت‌حصار، رسالهٔ دل و جان، رسالهٔ واردات و الهی‌نامه و صد میدان و مصیبت نامه را می‌توان نام برد.

## کودکی و نوجوانی
انصاری خود میگوید «چهارساله بودم که به دبستان شدم و نه ساله املا می‌نوشتم و شعر می‌گفتم، چهارده ساله بودم که مرا به مجلس نشاندند و دیگران بر من حسد می‌کردند … .»
دوران نوجوانی را به دلیل کوچ پدرش به بلخ، بدون سرپرستی پدر بود. وی تحت سرپرستی صوفی نامدار شیخ عمو پرورش یافت. سپس نزد استادانی چون یحیی بن عمار و طاقی سجستانی به تعلیم قرآن و حدیث ادامه داد. وقتی سلطان مسعود غزنوی ولیعهد و حاکم هرات و ایران بود وی دوازده ساله بود.
خواجه دو بار عزم سفر حج نمود یکبار از ری و بار دیگر تا بغداد سفر کرده و بازگشت در این سفرها بود که به دیدار شیخ ابوالحسن خرقانی موفق گردید. شیخ می‌گفت «پروردگار چه در حجاز و چه در خوارزم حاضر است.»
یکبار نیز با ابوسعید ابوالخیر دیدار و مباحثه داشته‌است.

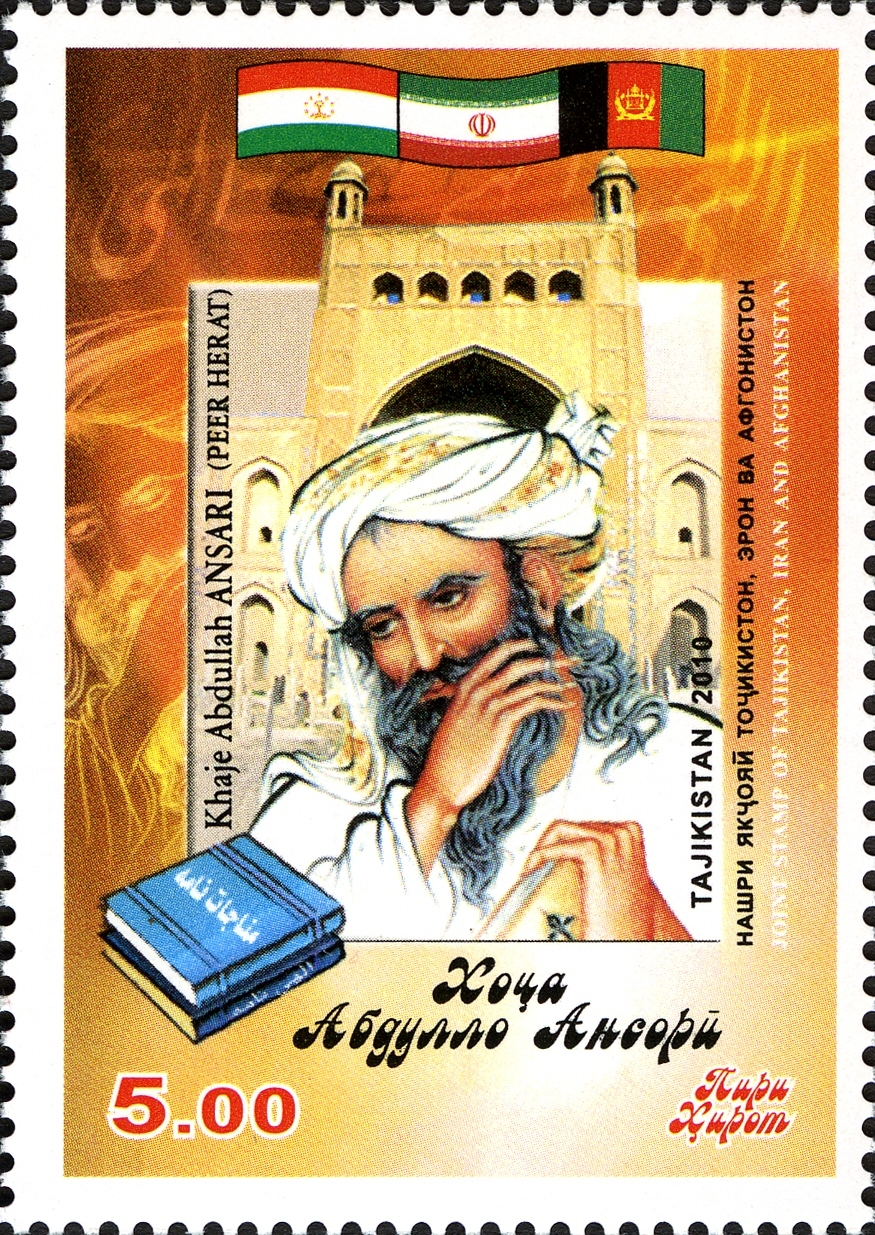
تمبر پستی تاجیکستان منقش به تصویر خواجه‌عبدالله‌انصاری

## عقاید
من اصحاب خود را عمارت باطن آموختم نه خرده ظاهر و آرایش جامه …. 
وی با وجود اینکه استاد علوم اسلامی مانند تفسیر، حدیث، اصول و عقاید بود، با علم کلام و اهل آن مخالف بود و قرآن را یگانه دلیل و مرشد مؤمن می‌شمرد که می‌تواند او را به توحید حقیقی رهنمون شود.
هم استاد شریعت بود و هم پیر طریقت. در حالی که فقیه ضد بدعت بود در زندان پوشنگ عشق عرفانی وجود او را تسخیر کرد.
مشی تصوف خواجه عبدالله جمع طریقت و شریعت بوده‌است و به شاگردان و مریدان خود برای رعایت آداب شریعت مکرر سفارش می‌کرد. خواجه در تأیید شریعت و ظاهر دین می‌گوید: «شریعت همه حقیقت است و حقیقت همه شریعت و بنای حقیقت بر شریعت است و شریعت بی حقیقت بیکار است و حقیقت بی شریعت بیکار و کارکنندگان جز این دو بیکار است.»
| هرکس که ترا شناخت جان را چه کند |  | فرزند و عیال و خانمان را چه کند |
| دیوانه کنی، هر دو جهانش بخشی    |  | دیوانه تو هردو جهان را چه کند   |

| در راه خدا دو کعبه آمد حاصل |  | یک کعبه صورت است و یک کعبه دل |
| تا توانی زیارت دل‌ها کن      |  | کافزون ز هزار کعبه باشد یک دل |

| ابوجهل از کعبه می‌آید ابراهیم ز بتخانه |  | کار به عنایت تو بود باقی بهانه |

خواجه عبدالله انصاری با فلاسفهٔ زمان خود و تفکرات آن‌ها موافق نبود و عبدالحسین زرین‌کوب در کتاب جست و جو در تصوف از فتنهٔ عظیمی سخن می‌گوید که پس از آمدن یک واعظ با افکار فلسفی در ماه رمضان به هرات ایجاد شد و با افروخته شدن خشم پیر هرات از کلام وی، مردم بر واعظ شوریدند و خانه‌اش را آتش زدند.

## شخصیت
شیخ نورالدین عبدالرحمن جامی (مرگ در ۸۹۸ ه‍.ق) در کتاب نفحات‌الانس من حضرات القدس می‌گوید: «ابواسماعیل‌عبدالله‌بن‌ابی‌منصورمحمدالانصاری‌الهروی‌قدس‌الله‌تعالی‌سره، لقب وی شیخ الاسلام است.
وی از فرزندان ابو منصور مت الانصاری است؛ و مت انصاری پسر ابو ایوب انصاری است که صاحب رحل رسول خدا است، یعنی پیامبر اسلام هنگام مهاجرت به مدینه در خانهٔ او فرود آمد؛ و مت انصاری در زمان خلافت عثمان با احنف بن قیس به خراسان آمده بود و در هرات ساکن شد. ابوایوب در شمار اهل‌صفّه بود.
به نظر می‌رسد لقب شیخ الاسلامی را خلیفهٔ عباسی، المقدی در سال ۴۷۴ ه‍.ق به او بخشیده باشد. از القاب دیگر او جمال عصر، حافظ‌اهل‌سنت و پیرهرات است.

## پیری و پایان عمر
نابینایی هر دو چشم خواجه در سن هفتاد سالگی برای وی که عمری به آموزش و آموختن خو کرده بود بسیار گران آمد، اما همچنان به فعالیت ارشاد شاگردان ادامه می‌داد و مطالب را به آن‌ها املا می‌نمود.
خواجه عبدالله انصاری بعد از یک عمر آموزش، بحث، ارشاد و پس از تحمل چندین نوبت تبعید و حبس، عاقبت در سحرگاه جمعه ۲۲ ذی‌الحجهٔ سال ۴۸۱ هجری در سن هشتاد و پنج سالگی در زادگاهش در هرات درگذشت و در همان شهر بخاک سپرده شد.

## آثار
- طبقات الصوفیه
- الکشف عن منازل السائرین
- صد میدان
- مناقب اهل الاثار[۸]
- انوار التحقیق
- پرده حجاب حقیقت ایمان
- گنجنامه
- مجموعه رسائل که در بردارنده این رسالات است:
  - رساله دل و جان
  - زاد العارفین
  - کنز السالکین
  - رساله واردات
  - رساله قلندرنامه
  - هفت حصار
  - محبت‌نامه
  - رساله مقولات و الهی نامه
  - مناجات نامه
  - مقالات
  - مقامات[۹]